# Chevrolet Corvette C8.R
La Chevrolet Corvette C8.R è una vettura da competizione costruita partire dal 2020 dalla Pratt & Miller e Chevrolet per essere impiegata nelle gare di endurance. Sostituisce la Corvette C7.R, utilizzando come base la Chevrolet Corvette C8.

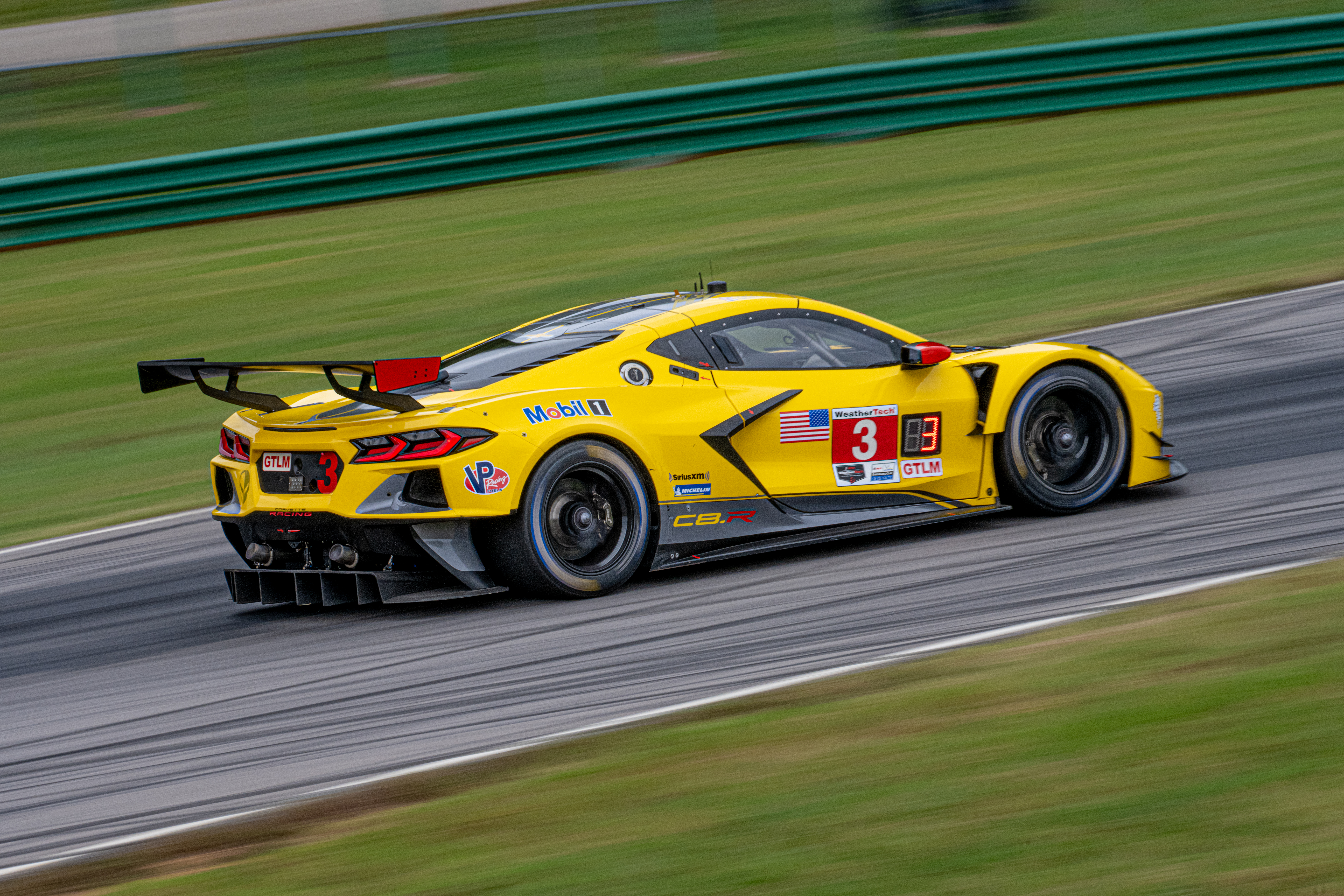
Retro

## Descrizione
La C8.R sostituisce la Corvette C7.R, è stata costruita per essere impiegata nel campionato WeatherTech SportsCar nella classe GT Le Mans (GTLM) a partire dalla stagione 2020. La vettura è basata sulla contemporanea Corvette C8; come per la vettura di serie, è la prima Corvette da competizione ad avere il motore in posizione posteriore.
La vettura è stata presentata il 6 ottobre 2019 ed ha debuttato alla 24 Ore di Daytona 2020.
Nello stesso anno la vettura ha portato alla vittoria del Campionato IMSA WeatherTech SportsCar 2020 nella categoria GT Le Mans i piloti Antonio García e Jordan Taylor, aggiudicandosi anche la classifica dei costruttori.